# Empoasca sonorana
Empoasca sonorana är en insektsart som beskrevs av Wheeler 1940. Empoasca sonorana ingår i släktet Empoasca och familjen dvärgstritar. Inga underarter finns listade i Catalogue of Life.